# Panellet (grup musical)
Panellet és un power trio de pop punk català de ritme vitaminat, melodies dolces, lletres naïfs i tornades ensucrades, fundat el 2016 a Terrassa pels exmembres dels grups The Holybuttons (Pau i Xavi) i Malestar Social (Ramon).
La indumentària característica dels components del grup està formada per una barretina, una armilla texana amb pegats i dos ossos creuats al darrere talment la Jolly Roger, com si fossin «cowboys vallesans». Les seves lletres estan influïdes per la cultura televisiva de la dècada del 1990 amb cançons com «Thalassa», «La veïna», en referencia al primer capítol de Beverly Hills, 90210, o «Montse Guallar», actiu que és la convidada estrella al videoclip de «Les coses ara són diferents» fent de científica que espavila la jovenalla.
El 2024 Panellet va publicar el seu tercer disc, Sayonara, del qual n'havien avançat el senzill «La cançó d'un funeral».

## Membres
- Pau del Toro: guitarra i veu[1][5]
- Ramon Reina: baix
- Xavi Gor: bateria[6]

## Discografia
- Aloha (2016)
- Sputnik (HFMN, 2018)[7][8]
- Sayonara (Tropical Riot Music, 2024)